# Diplusodon glaziovii
Diplusodon glaziovii är en fackelblomsväxtart som beskrevs av Emil Bernhard Koehne. Diplusodon glaziovii ingår i släktet Diplusodon och familjen fackelblomsväxter. Inga underarter finns listade i Catalogue of Life.